# Flagstaff Point
Der Flagstaff Point ist die Landspitze am südlichen Ende des Kap Royds auf der Westseite der antarktischen Ross-Insel. Sie markiert die nordwestliche Begrenzung der Einfahrt zur Arrival Bay. 
Teilnehmer der Nimrod-Expedition (1907–1909) unter der Leitung des britischen Polarforschers Ernest Shackleton kartierten sie. Shackleton benannte sie nach dem Fahnenmast (englisch flagstaff), den sie hier unweit des Basislagers der Expedition errichtet hatten.